# (12105) 1998 KA10
(12105) 1998 KA10 est un astéroïde de la ceinture principale d'astéroïdes découvert en 1998.

## Description
(12105) 1998 KA10 a été découvert le 25 mai 1998 à la station de Xinglong, dans la province chinoise d'Hebei (Chine), par le Beijing Schmidt CCD Asteroid Program.

### Caractéristiques orbitales
L'orbite de cet astéroïde est caractérisée par un demi-grand axe de 2,28 UA, un périhélie de 1,90 UA, une excentricité de 0,17 et une inclinaison de 4,74° par rapport à l'écliptique. Du fait de ces caractéristiques, à savoir un demi-grand axe compris entre 2 et 3,2 UA et un périhélie supérieur à 1,666 UA, il est classé, selon la JPL Small-Body Database, comme objet de la ceinture principale d'astéroïdes.

### Caractéristiques physiques
(12105) 1998 KA10 a une magnitude absolue (H) de 14,1 et un albédo estimé à 0,386.